# رايموند جيمس دونوفان
رايموند جيمس دونوفان هو شخصية أعمال وسياسي أمريكي، ولد في 31 أغسطس 1930 في بايون (نيوجيرسي) في الولايات المتحدة. نشط حزبياً في الحزب الجمهوري. وقد انتخب وزير العمل الأمريكي.

## وصلات خارجية
- رايموند جيمس دونوفان على موقع مونزينجر (الألمانية)
- رايموند جيمس دونوفان على موقع إن إن دي بي (الإنجليزية)